# MZ-800

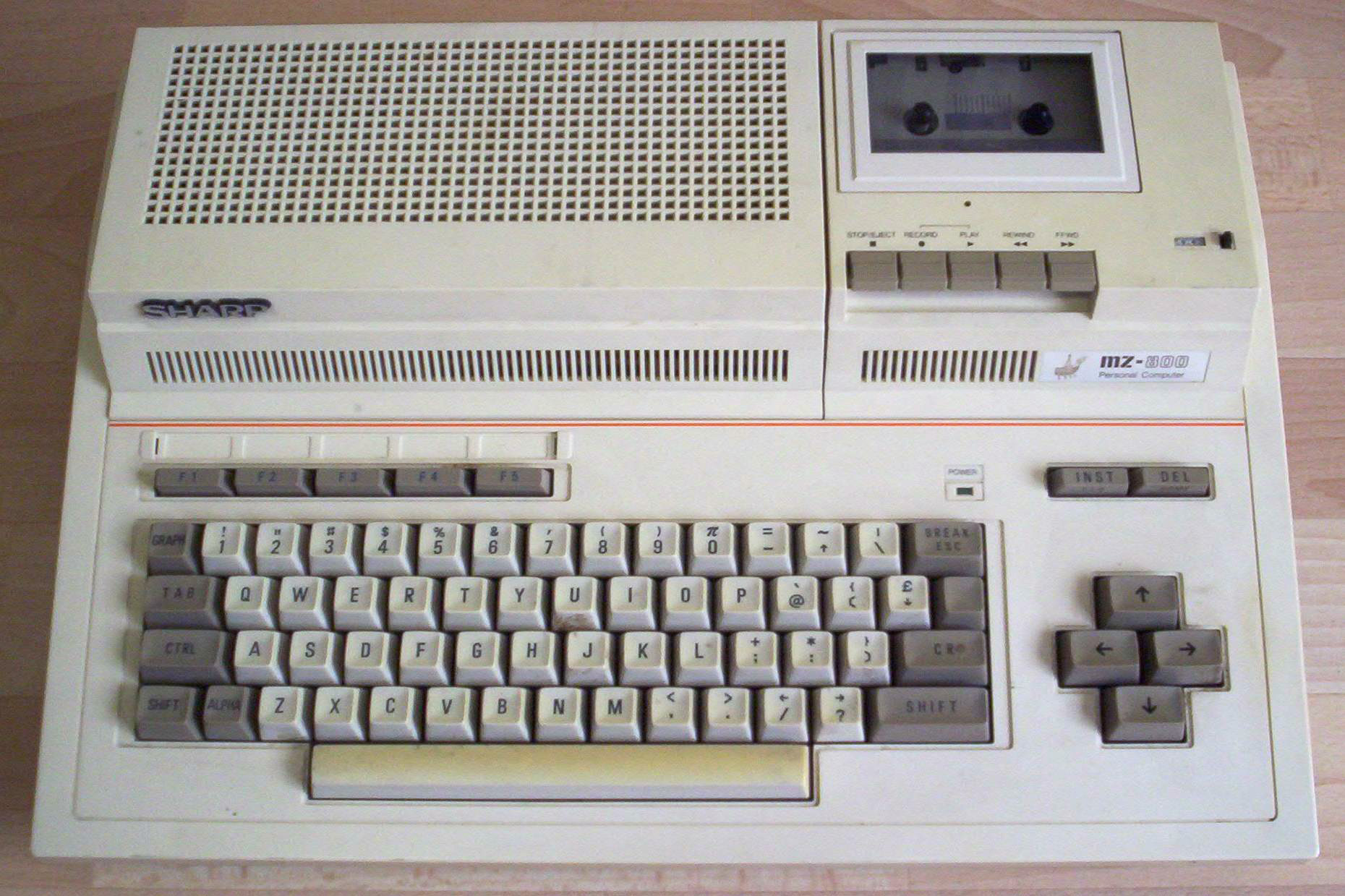
SHARP MZ-821(データレコーダー内蔵モデル)

MZ-800（エムゼットはっぴゃく）は、シャープのMZシリーズに属する8ビットのパーソナルコンピュータである。日本では発売されず、日本国外にて1984年から1985年に掛けて展開された。
西ドイツでは1985年に1198ドイツマルクで発売された。

## 概要
欧州市場におけるMZ-700の後継機として、ホビー用途に加えてビジネスでも実用に耐えるよう強化されている点で、ホビー用途に絞って強化された日本市場における後継機MZ-1500と趣向を異にする。標準搭載のS-BASICやZ80アセンブラの他にも複数のソフトウェアが使えるというクリーン設計としての利点に加え、標準でCP/Mとビジネスソフトが動くことが利点であり、特に西ドイツで人気を得た。1980年代中期に西欧で人気を得た後、1980年代後期にはチェコスロバキア社会主義共和国など市場解放直後の東欧諸国でも販売され、一定のシェアを確保している。特にチェコスロバキアでは、西側からの輸入品であるにもかかわらずTuzex（外貨で贅沢品を買うことができる国営のチェーン店）ではなく普通の電気店で販売されていたことから、チェコスロバキアの公営企業などが製造していたZX Spectrum互換機に次ぐ普及率を誇り、熱狂的なコミュニティによってZX Spectrumから大量のゲームが移植された。
当時の欧州でビジネス用OSとして人気のあったCP/MがサードパーティによってMZ-700に移植され、人気を博していたことが背景にある。日本市場におけるMZ-700があくまでホビーパソコンとして評価されたのに対し、欧州市場におけるMZ-700は同時期に欧州で販売されていた同価格帯のホビーパソコンと比較して「ビジネス機としても使える」という側面が評価されていた。元々MZ-700時代からシャープ欧州支社がサードパーティ製のP-CP/Mをバンドルして販売していたが、MZ-800では純正のP-CP/Mが標準でバンドルされるようになった。

### 特徴
- 海外仕様MZ

国産機種であり、日本国内用の機種と互換がありながら日本国外のみに販売され、日本国内での所有者が極端に少ない機種である。
電源は220Vを前提にしているため、そのままでは日本国内で使うことが出来ない。
日本国内ではMZ-1500の電源ユニットとの交換や、PC/AT機用の電源から必要な電圧を取り出すなどして動作させる等の手段が使われている。
- 海外におけるMZ-80K系ビットマップグラフィック搭載機種

それまでMZ-80K系の機種の表示周りはテキスト画面のみによって行われており、海外展開の同系列の機種としては初めてグラフィックによる表現が可能になった。MZ-800モードではテキスト画面は存在せず、すべてビットマップグラフィック画面のみで表示を行う。640×200ドットの解像度では80カラムの文字表示がMZ-80K系列としては初めて可能となった。
また、MZ-700モードで使用されるキャラクタジェネレータはROMになっておらず、あらかじめキャラクタパターンをPCGに転送する。
MZシリーズはデュアルポートRAMや、CRTCによる同時書き込みなどの仕掛けを持たず、バンク切り替えでメモリにマッピングされたVRAMへCPUが自ら描画を行う比較的素直な構造を持っていた。MZ-800では、通常のバンク切り替えに相当する機能のほか、複数プレーンへの論理演算を伴う同時アクセス機能を持ち、またグラフィックVRAMに対してサイクルスチールアクセスを可能にしたうえで書き込みバッファ1段を備えるなど、高速にVRAMアクセスが可能な設計となっている。さらに表示位置のオフセット指定による画面スクロールが可能であり、ビットマップグラフィック画面しか持たないことによる描画速度の低下を抑えている。
- クリーン設計

MZ-80K系であるため、本体ROMにはモニタと、ローダが書き込まれている。
搭載されているモニタはFDD並びにQDからのブートをサポートし、エントリアドレスは異なるもののMZ-1500に近い構成になっている。
- MZ-700上位互換

海外でもキャラクタセット等が違うものの、MZ-700シリーズは販売されていた。
MZ-800では、電源投入時の初期化の際、海外のMZ-700と同じキャラクタセットをPCGへ転送し、新設されたI/Oポートにアクセスしないという前提の下では、同じ動作をするようになっている。
MZ-800モードはシステムスイッチによって切り替えられるが、実際には起動時に値を読み込み、ソフトウェア的にMZ-800モードへ移行する。
実際のブートの際もIPLメッセージ表示などの都合により、一度MZ-700モードに戻り、システムをロードした後、再度MZ-800モードに戻るか、そのままにするかを選択する形になる。

## ハードウェア仕様
MZ-700の後継機で、モデルは3種類発売された。
外観はMZ-1500に非常に似ており、QDをデータレコーダに変更し、筐体の色を黒からベージュに変更したようなデザインである。ただし、国内のMZ-700後継機のMZ-1500とは内部構成が大幅に異なっており、ソフトウェア的な互換性は無い。
MZ-700を拡張した設計のMZ-1500とは異なり、MZ-800は新規にカスタム設計したCRTCの機能の中にMZ-700互換モードを持たせたような構造となっている。
国内では、アナログのジョイスティックポートは、アタリ社仕様のデジタル入力のものに変更されている。

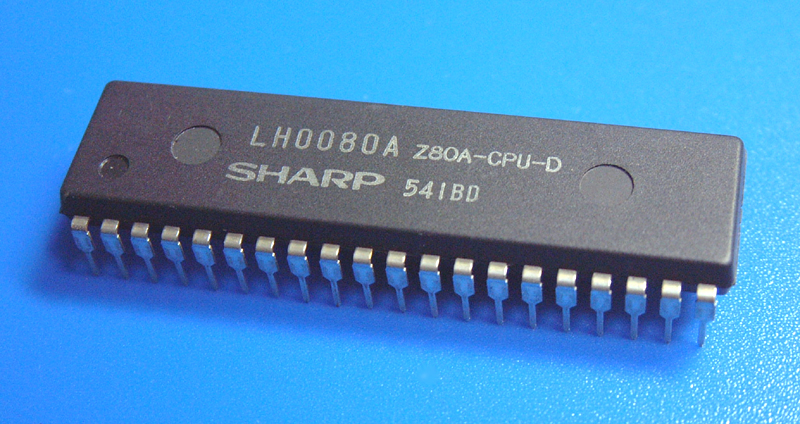
SHARP LH0080A(Z80A)

- MZ-811 ベースとなる機種。
- MZ-821 データレコーダを内蔵。

共通仕様は以下のとおり。
- CPU
  - Z-80A (3.5469MHz)
- ROM
  - 16KB

MZ-700用モニタ (1Z-013B) 4KB
MZ-800用モニタ (9Z-504M) 8KB
CG-ROM 4KB
- RAM
  - メイン 64KB 標準
  - グラフィック用 V-RAM 16KB（32KBに増設可能）

- 表示能力
- パレット機能対応。
  - キャラクタ （MZ-700モード時のみ）

8×8ドットマトリクス、1000文字（40桁×25行）
CRTCはキャラクタジェネレータを持たず、すべてPCG。パターンは初期設定時に転送する。
  - グラフィック （MZ-800モード時のみ）

320x200ドット4色、640x200ドット2色（VRAM16KB時）
320x200ドット16色、640x200ドット4色（VRAM32KB時）
- キーボード
- インターフェイス
  - CRTインターフェイス

- サウンド
SN76489が搭載され、6オクターブ3重和音+ノイズの出力が可能である。
- プリンタインターフェイス
- 拡張I/Oポート
- ジョイスティックポート×2（ATARI仕様準拠）
- 外形寸法 幅440mm × 奥行305mm × 高さ109mm

- 重量 約4.3kg

## ソフトウェア

### システムソフトウェア
型番のハイフンの次が1で始まるものはカセットテープ、2で始まるものはフロッピーディスク、5で始まるものはQDによる供給である。
- 1Z-016

テープのみをサポートする標準BASIC
- MZ-2Z046

DISK版のS-BASIC
- MZ-2Z047

P-CP/M80
- MZ-5Z009

QD版のS-BASIC

### 周辺機器
- MZ-1D19

14インチ16色カラーディスプレイ。
- MZ-1E05

FDDインターフェイス。
- MZ-1E19

QDインターフェイスMZ-1F11の利用に必要。
- MZ-1E20

拡張I/Oバス。
- MZ-1F11

クイックディスクドライブ。
- MZ-1F19

5.25インチ2DシングルFDD。
- MZ-1P16

外付けプロッタプリンタ。付属の固定用アングルを取り付けることで、本体上部に重ねた形で設置できる。
- MZ-1R18

日本で発売されたMZ-1500用のオプションと同じもの。MZ-1500の概要欄も参照のこと。64KBメモリボード。
- MZ-1E24

RS232Cインターフェイス。
- MZ-1R25

拡張VRAM
- MZ-1T04

MZ-811用データレコーダ。
- MZ-1U06

2スロットの拡張ユニット。
- MZ-1X16

アタリ社仕様の純正ジョイスティック。
- MZ-1X17

スロットカバー。